# Gmina Przywidz
Die Gmina Przywidz ist eine Landgemeinde im Powiat Gdański der polnischen Woiwodschaft Pommern. Ihr Sitz befindet sich im Dorf Przywidz (deutsch: Mariensee, kaschubisch: Przëwidz).

## Gliederung
Zur Landgemeinde (gmina wiejska) Przywidz gehören 18 Orte (deutsche Namen bis 1945) mit einem Schulzenamt (sołectwo):
- Przywidz (Mariensee)
- Borowina (Barenhütte)
- Częstocin (Ochsenkopf, 1938–1945: Polnisch Ochsenkopf)
- Huta Dolna (Niederhütte)
- Jodłowno (Stangenwalde)
- Kierzkowo (Strauchhütte)
- Kozia Góra
- Marszewska Góra (Marschauerberg)
- Marszewska Kolonia
- Michalin (Michaelshütte)
- Miłowo (Schönbeck)
- Nowa Wieś Przywidzka (Neuendorf)
- Olszanka (Ellerbruch)
- Piekło Górne (Oberhölle)
- Pomlewo (Pomlau)
- Stara Huta (Althütte)
- Sucha Huta (Trockenhütte)
- Trzepowo (Strippau)

Weitere Ortschaften der Gemeinde sind:
- Blizny
- Czarna Huta (Schwarzhütte)
- Gromadzin (Scharshütte)
- Huta Górna
- Katarynki
- Klonowo Dolne (Nieder Klanau)
- Klonowo Górne (Ober Klanau)
- Łąkie
- Majdany (Maidahnen)
- Marszewo (Marschau)
- Piekło Dolne (Niederhölle)
- Roztoka (Tiefenthal)
- Szklana Góra (Glasberg)
- Ząbrsko Dolne (Nieder Sommerkau)
- Ząbrsko Górne (Ober Sommerkau)